# Carlitos (ur. 1982)
Carlitos, właśc. Carlos Alberto Alves Garcia (ur. 6 września 1982 w Lizbonie) – portugalski piłkarz występujący na pozycji skrzydłowego. W swojej karierze grał w Amorze FC, Estorilu Praia, SL Benfice, FC Basel, Hannoverze 96 oraz FC Sion.
W Bundeslidze zadebiutował w meczu przeciwko Eintrachtowi Frankfurt, 21 sierpnia 2010. Przez dwa lata w barwach Hannoveru 96 rozegrał 8 spotkań. W 2012, po wygaśnięciu kontraktu, odszedł z klubu i powrócił do Estorilu Praia.

## Sukcesy
Klub
- SL Benfica
  - Mistrzostwo Portugalii: 2004/2005
  - Finalista Pucharu Portugalii: 2004/2005
- Vitória Setúbal
  - Finalista Pucharu Portugalii: 2005/2006
- FC Basel
  - Mistrzostwo Szwajcarii: 2007/2008, 2009/2010
  - Zdobywca Pucharu Szwajcarii: 2007/2008, 2009/2010
- FC Sion
  - Zdobywca Pucharu Szwajcarii: 2014/2015
  - Finalista Pucharu Szwajcarii: 2016/2017